# 阿方索佩雷斯球場

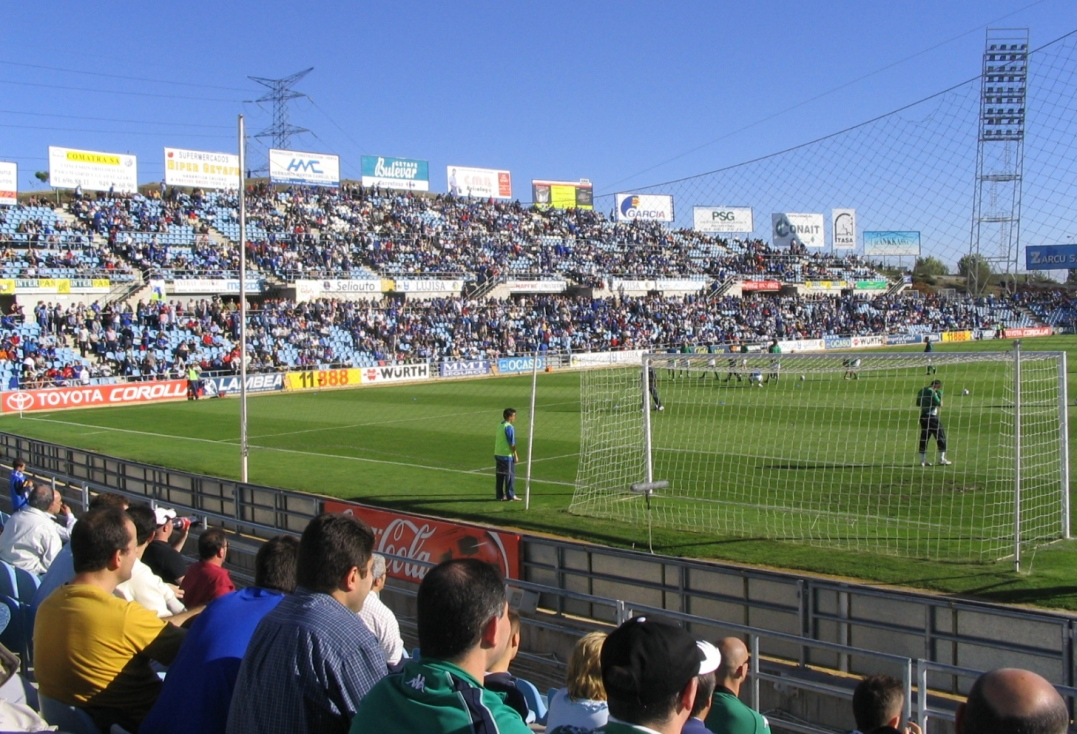
Coliseum Alfonso Pérez

阿方索佩雷斯球场（西班牙语：Estadio Coliseum Alfonso Pérez，西班牙语发音：[esˈtaðjo koliˈsewum alˈfonso ˈpeɾeθ]）是西班牙马德里的一座足球场。 这是基達菲的主场。

## 球场
体育场始建于1998年，目前经过几次扩建，可容纳17393人，2009/10赛季和2010/11赛季的平均观众为10,579（62.2％）。 在西部看台上安装了一个屋顶，覆盖了几乎所有的看台，以保护风扇免受恶劣天气的影响。 近年来，在体育馆的平均出席人数几乎不超过9,000名球迷。
赫塔菲足球俱乐部自1998年8月30日起就在该体育场踢球，当时来自马德里南部的球队与塔拉韦拉足球俱乐部进行了第一场比赛，在拆除神话般的足球场之后，他们离开了临时的埃斯塔迪奥·胡安·德拉切尔瓦球场，在那里他们只玩了一年。拉斯玛格丽塔斯市立体育场。尽管赫塔菲足球俱乐部在8月30日上场比赛，但几天后正式开幕，1998年9月2日，马德里竞技队，多特蒙德队和费耶诺德队参加了一场三角比赛。
在这个体育场内，马德里队经历了俱乐部的黄金时代，两次晋升到第二分区，晋升为PrimeraDivisión，晋级了两次国王杯决赛并在对阵FC的半决赛中被淘汰巴塞罗那和桑坦德赛车队以及2008年对阵拜仁慕尼黑的欧洲联盟杯四分之一决赛。
该体育场还参加了国家橄榄球队之间的几次友谊赛。 2010年5月，女子欧洲冠军联赛决赛在体育馆举行。
赫塔菲（Getafe）以前的体育场被称为玛格丽塔球场（Estadio de las Margaritas），位于今天位于拉斯维达德大道（Avenida de las Ciudades）的大学公寓“ Fernando de losRíos”附近。它在1996年被拆除，直到体育馆落成，俱乐部才在胡安德博邦大道（Avenida de Juan deBorbón）的胡安·德拉切尔瓦（Juan de la Cierva）体育场举行比赛。

- 名称：阿方索佩雷斯球场[1]
- 启用时间：1998
- 容量：17,393
  - 长度：107m
  - 宽度：71m

## 名称
体育场的名称是为了纪念前西班牙足球运动员阿方索·佩雷斯（AlfonsoPérez），他在赫塔费出生和成长。